# Traité de Semipalatinsk
- États parties

Traité Sort de désarmement stratégique (2002) Convention sur les armes à sous-munitions (2008)
Le traité de Semipalatinsk ou Zone exempte d'armes nucléaires en Asie centrale est un traité en vertu duquel le Kazakhstan, le Kirghizistan, l'Ouzbékistan, le Tadjikistan et le Turkménistan s'engagent à ne pas développer, acquérir, tester ou détenir d'armes nucléaires.
Le traité a été signé le 8 septembre 2006 au polygone nucléaire de Semipalatinsk, un ancien site d'essai nucléaire de l'URSS, situé au Kazakhstan.
À la date du 26 novembre 2008, les 5 pays de l'Asie centrale ont signé et ratifié le Traité.
Les dernières ratifications, celles du Tadjikistan et du Kazakhstan, ont eu lieu respectivement le 12 novembre 2008 et le 26 novembre 2008.
Le traité est entré en vigueur le 21 mars 2009 après le dépôt de l'instrument de ratification du Kazakhstan. L'Asie centrale est depuis, au même titre que d'autres régions du monde, une zone exempte d'armes nucléaires.

## Adhésion
| État         | Signé le         | Ratifié le       |
| Kazakhstan   | 8 septembre 2006 | 26 novembre 2008 |
| Kirghizistan | 8 septembre 2006 | 22 mars 2007     |
| Ouzbékistan  | 8 septembre 2006 | 2 avril 2007     |
| Tadjikistan  | 8 septembre 2006 | 12 novembre 2008 |
| Turkménistan | 8 septembre 2006 | 19 avril 2008    |